# Championnat d'Amérique du Sud de rugby à XV 2008
Navigation
Championnat 2007 Championnat 2009
Le Championnat d'Amérique du Sud de rugby à XV 2008 est une compétition de rugby à XV organisée par la Confederación sudamericana de rugby. Elle est jouée par 8 équipes du 31 mai au 22 novembre 2008 : 3 en division A et 5 en division B. L'équipe réserve d'Argentine, les Jaguars, remporte le tournoi et le Brésil gagne la division B.

## Équipes participantes
| Division A - Argentine A - Chili - Uruguay | Division B - Brésil - Colombie - Paraguay - Pérou - Venezuela |

## Division A

### Classement
| Rang | Nation          | J | V | N | D | Pm  | Pe  | Diff | Pts |
| ---- | --------------- | - | - | - | - | --- | --- | ---- | --- |
| 1    | Argentine A (T) | 2 | 2 | 0 | 0 | 114 | 11  | +103 | 6   |
| 2    | Uruguay         | 2 | 1 | 0 | 1 | 54  | 55  | -1   | 4   |
| 3    | Chili           | 2 | 0 | 0 | 2 | 15  | 117 | -102 | 2   |

|  | Vainqueur du tournoi (no 1). |
|  | T : tenant du titre 2007.    |

### Résultats
Résultats :
| 31 mai 2008 | Uruguay | 8 – 43 | Argentine A | Montevideo |
| 31 mai 2008 |         |        |             | Montevideo |
| 31 mai 2008 |         |        |             | Montevideo |

| 8 novembre 2008 | Chili | 3 – 71 | Argentine A | San Pedro de la Paz |
| 8 novembre 2008 |       |        |             | San Pedro de la Paz |
| 8 novembre 2008 |       |        |             | San Pedro de la Paz |

| 22 novembre 2008 | Uruguay | 46 – 12 | Chili | Montevideo |
| 22 novembre 2008 |         |         |       | Montevideo |
| 22 novembre 2008 |         |         |       | Montevideo |

## Division B

### Format
Le tournoi est disputé à Asuncion au Paraguay.

### Classement
| Rang | Nation    | J | V | N | D | Pm  | Pe  | Diff | Pts |
| ---- | --------- | - | - | - | - | --- | --- | ---- | --- |
| 1    | Brésil    | 4 | 4 | 0 | 0 | 164 | 20  | +144 | 19  |
| 2    | Paraguay  | 4 | 3 | 0 | 1 | 181 | 25  | +156 | 15  |
| 3    | Venezuela | 4 | 2 | 0 | 2 | 84  | 118 | -34  | 10  |
| 4    | Colombie  | 4 | 1 | 0 | 3 | 53  | 146 | -93  | 4   |
| 5    | Pérou     | 4 | 0 | 0 | 4 | 23  | 196 | -173 | 1   |

|  | Vainqueur du tournoi (no 1). |

### Résultats
| 19 juin 2008 | Paraguay | 44 – 3 | Venezuela | Asuncion |
| 19 juin 2008 |          |        |           | Asuncion |
| 19 juin 2008 |          |        |           | Asuncion |

| 19 juin 2008 | Brésil | 34 – 6 | Colombie | Asuncion |
| 19 juin 2008 |        |        |          | Asuncion |
| 19 juin 2008 |        |        |          | Asuncion |

| 21 juin 2008 | Colombie | 15 – 32 | Venezuela | Asuncion |
| 21 juin 2008 |          |         |           | Asuncion |
| 21 juin 2008 |          |         |           | Asuncion |

| 21 juin 2008 | Paraguay | 71 – 0 | Pérou | Asuncion |
| 21 juin 2008 |          |        |       | Asuncion |
| 21 juin 2008 |          |        |       | Asuncion |

| 23 juin 2008 | Colombie | 25 – 20 | Pérou | Asuncion |
| 23 juin 2008 |          |         |       | Asuncion |
| 23 juin 2008 |          |         |       | Asuncion |

| 23 juin 2008 | Brésil | 56 – 8 | Venezuela | Asuncion |
| 23 juin 2008 |        |        |           | Asuncion |
| 23 juin 2008 |        |        |           | Asuncion |

| 26 juin 2008 | Brésil | 59 – 0 | Pérou | Asuncion |
| 26 juin 2008 |        |        |       | Asuncion |
| 26 juin 2008 |        |        |       | Asuncion |

| 26 juin 2008 | Paraguay | 60 – 7 | Colombie | Asuncion |
| 26 juin 2008 |          |        |          | Asuncion |
| 26 juin 2008 |          |        |          | Asuncion |

| 29 juin 2008 | Venezuela | 41 – 3 | Pérou | Asuncion |
| 29 juin 2008 |           |        |       | Asuncion |
| 29 juin 2008 |           |        |       | Asuncion |

| 29 juin 2008 | Paraguay | 6 – 15 | Brésil | Asuncion |
| 29 juin 2008 |          |        |        | Asuncion |
| 29 juin 2008 |          |        |        | Asuncion |